# IC 4821
IC 4821 је спирална галаксија у сазвјежђу Телескоп која се налази на листи објеката дубоког неба у Индекс каталогу.
Деклинација објекта је - 55° 0' 59" а ректасцензија 19h 9m 32,2s. Привидна величина (магнитуда) објекта IC 4821 износи 12,9 а фотографска магнитуда 13,6. Налази се на удаљености од 30,667 милиона парсека од Сунца. IC 4821 је још познат и под ознакама ESO 184-17, IRAS 19054-5505, PGC 62830.